# Czeski Lew
Czeski Lew (cz. Český lev) – czeska nagroda filmowa ufundowana w 1993. W jury zasiadają członkowie Czeskiej Akademii Filmowej i Telewizyjnej (CFTA). Początkowo nagrody były przyznawane produkcjom filmowym i telewizyjnym, jednak w 2004 powstała siostrzana nagroda Elsa przyznająca nagrody tylko za produkcje telewizyjne. Ubiegające się o nagrodę filmy muszą być wyprodukowane przez kinematografię czeską lub być czeską współprodukcją.

## Laureaci

### Najlepszy film
| Rok  | Tytuł polski                    | Tytuł oryginalny                 | Reżyseria         |
| ---- | ------------------------------- | -------------------------------- | ----------------- |
| 1993 | Bigbeatowe lato                 | Šakalí léta                      | Jan Hřebejk       |
| 1994 | Dzięki za każde nowe rano       | Díky za každé nové ráno          | Milan Šteindler   |
| 1995 | Ogród                           | Záhrada                          | Martin Šulík      |
| 1996 | Kola                            | Kolja                            | Jan Svěrák        |
| 1997 | Guzikowcy                       | Knoflíkáři                       | Petr Zelenka      |
| 1998 | Zabić Sekala                    | Je třeba zabít Sekala            | Vladimír Michálek |
| 1999 | Powrót Idioty                   | Návrat idiota                    | Saša Gedeon       |
| 2000 | Musimy sobie pomagać            | Musíme si pomáhat                | Jan Hřebejk       |
| 2001 | Mały Otik                       | Otesánek                         | Jan Švankmajer    |
| 2002 | Rok diabła                      | Rok ďábla                        | Petr Zelenka      |
| 2003 | Sex w Brnie                     | Nuda v Brně                      | Vladimír Morávek  |
| 2004 | Na złamanie karku               | Horem pádem                      | Jan Hřebejk       |
| 2005 | Szczęście                       | Štěstí                           | Bohdan Sláma      |
| 2006 | Obsługiwałem angielskiego króla | Obsluhoval jsem anglického krále | Jiří Menzel       |
| 2007 | Sekrety                         | Tajnosti                         | Alice Nellis      |
| 2008 | Bracia Karamazow                | Karamazovi                       | Petr Zelenka      |
| 2009 | Protektor                       | Protektor                        | Marek Najbrt      |
| 2010 | Związani                        | Pouta                            | Radim Špaček      |
| 2011 | Kwietne pączki                  | Poupata                          | Zdeněk Jiráský    |
| 2012 | W cieniu                        | Ve stínu                         | David Ondříček    |
| 2013 | Gorejący krzew                  | Hořící keř                       | Agnieszka Holland |
| 2014 | Droga wyjścia                   | Cesta ven                        | Petr Václav       |
| 2015 | Kobry i żmije                   | Kobry a užovky                   | Jan Prušinovský   |
| 2016 | Masaryk                         | Masaryk                          | Julius Ševčík     |
| 2017 | Kobieta z lodu                  | Bába z ledu                      | Bohdan Sláma      |
| 2018 | Kawki na drodze                 | Všechno bude                     | Olmo Omerzu       |
| 2019 | Malowany ptak                   | Nabarvené ptáče                  | Václav Marhoul    |
| 2020 | Szarlatan                       | Šarlatán                         | Agnieszka Holland |

### Najlepszy reżyser
| Rok  | Reżyser           | Tytuł polski                    | Tytuł oryginalny                 |
| ---- | ----------------- | ------------------------------- | -------------------------------- |
| 1993 | Jan Hřebejk       | Bigbeatowe lato                 | Šakalí léta                      |
| 1994 | Milan Šteindler   | Dzięki za każde nowe rano       | Díky za každé nové ráno          |
| 1995 | Martin Šulík      | Ogród                           | Záhrada                          |
| 1996 | Jan Svěrák        | Kola                            | Kolja                            |
| 1997 | Petr Zelenka      | Guzikowcy                       | Knoflíkáři                       |
| 1998 | Vladimír Michálek | Zabić Sekala                    | Je třeba zabít Sekala            |
| 1999 | Saša Gedeon       | Powrót Idioty                   | Návrat idiota                    |
| 2000 | Jan Hřebejk       | Musimy sobie pomagać            | Musíme si pomáhat                |
| 2001 | Jan Svěrák        | Ciemnoniebieski świat           | Tmavomodrý svět                  |
| 2002 | Petr Zelenka      | Rok diabła                      | Rok ďábla                        |
| 2003 | Vladimír Morávek  | Sex w Brnie                     | Nuda v Brně                      |
| 2004 | Jan Hřebejk       | Na złamanie karku               | Horem pádem                      |
| 2005 | Bohdan Sláma      | Szczęście                       | Štěstí                           |
| 2006 | Jiří Menzel       | Obsługiwałem angielskiego króla | Obsluhoval jsem anglického krále |
| 2007 | Jan Svěrák        | Butelki zwrotne                 | Vratné lahve                     |
| 2008 | Petr Zelenka      | Bracia Karamazow                | Karamazovi                       |
| 2009 | Marek Najbrt      | Protektor                       | Protektor                        |
| 2010 | Radim Špaček      | Związani                        | Pouta                            |
| 2011 | Zdeněk Jiráský    | Kwietne pączki                  | Poupata                          |
| 2012 | David Ondříček    | W cieniu                        | Ve stínu                         |
| 2013 | Agnieszka Holland | Gorejący krzew                  | Hořící keř                       |
| 2014 | Petr Václav       | Droga wyjścia                   | Cesta ven                        |
| 2015 | Jan Prušinovský   | Kobry i żmije                   | Kobry a užovky                   |
| 2016 | Julius Ševčík     | Masaryk                         | Masaryk                          |
| 2017 | Bohdan Sláma      | Kobieta z lodu                  | Bába z ledu                      |
| 2018 | Olmo Omerzu       | Kawki na drodze                 | Všechno bude                     |
| 2019 | Václav Marhoul    | Malowany ptak                   | Nabarvené ptáče                  |
| 2020 | Agnieszka Holland | Szarlatan                       | Šarlatán                         |